# De Schande van Gijón
De Schande van Gijón of het bedrog van Gijón zijn de benamingen voor een wedstrijd gespeeld tijdens het Wereldkampioenschap voetbal 1982 tussen West-Duitsland en Oostenrijk op 25 juni 1982.  De wedstrijd werd gespeeld in El Molinón in de Spaanse stad Gijón, en stond onder leiding van de Schotse scheidsrechter Bob Valentine.
De wedstrijd tussen West-Duitsland en Oostenrijk was de laatste in Groep B. Algerije had een dag eerder al met 3-2 gewonnen van Chili en West-Duitsland en Oostenrijk wisten dat een Duitse overwinning met één of twee doelpunten voor beide landen voldoende zou zijn voor kwalificatie naar de volgende ronde. Elk ander resultaat zou gunstig zijn voor Algerije en dus ten koste gaan van West-Duitsland of Oostenrijk.

## Wedstrijdverloop
West-Duitsland kwam in de wedstrijd al snel met 1-0 voor door een doelpunt van Horst Hrubesch. Wat na de Duitse goal volgde was het langdurig en schaamteloos rondspelen van de bal rond de middencirkel, tot grote woede van de Spaanse en Algerijnse fans die getuige waren van het akkoordje tussen West-Duitsland en Oostenrijk ten koste van Algerije. De Algerijnse fans zwaaiden met bankbiljetten naar de spelers terwijl de Spaanse fans "Fuera, fuera" ("Eruit, eruit") schreeuwden. De aanwezige Duitse en Oostenrijkse fans reageerden vooral besmuikt, alhoewel een Duitse fan uit protest de vlag van zijn land verbrandde.
Uiteindelijk eindigden Oostenrijk, West-Duitsland en Algerije in groep B alle drie op 4 punten, met Algerije op plaats 3 door het mindere doelsaldo.

## Reacties
Na afloop protesteerde Algerije zonder succes bij de FIFA, maar de wedstrijd had wel tot gevolg dat de wereldvoetbalbond besloot dat de afsluitende groepswedstrijden voortaan op dezelfde dag en hetzelfde tijdstip moesten worden gespeeld. Deze regel geldt tot op de dag van vandaag. Ook de UEFA hanteert deze regel tijdens het EK. Ook hierbij worden de afsluitende groepswedstrijden op dezelfde dag en hetzelfde tijdstip gespeeld. Ook tijdens de twee laatste rondes van voetbalcompetities zoals de Nederlandse Eredivisie worden alle wedstrijden op dezelfde dag en hetzelfde tijdstip gespeeld.

## Wedstrijdgegevens
| West-Duitsland | 1 – 0           | Oostenrijk |
| Horst Hrubesch 10' | goals (assists) | |
| Jupp Derwall | bondscoach      | Felix Latzke en Georg Schmidt |
| Toni Schumacher Manfred Kaltz Karlheinz Förster Uli Stielike Hans-Peter Briegel Wolfgang Dremmler Paul Breitner Felix Magath Pierre Littbarski Horst Hrubesch 69' Karl-Heinz Rummenigge 66' | opstellingen    | Friedrich Koncilia Bernhard Krauss Erich Obermayer Bruno Pezzey Josef Degeorgi Roland Hattenberger Reinhold Hintermaier Herbert Prohaska Heribert Weber Hans Krankl Walter Schachner |
| Lothar Matthäus 66' Klaus Fischer 69' | wissels         | |
| | gele kaarten    | 32' Reinhold Hintermaier 32' Walter Schachner |
| | rode kaarten    | |

## Overzicht van wedstrijden
| Eerste ronde | | |
| Groep A | Groep B | Groep C |
| Italië – Polen Kameroen – Peru Italië – Peru Kameroen – Polen Polen – Peru Italië – Kameroen                                                       | West-Duitsland – Algerije Chili – Oostenrijk West-Duitsland – Chili Oostenrijk – Algerije Algerije – Chili West-Duitsland – Oostenrijk    | Argentinië – België Hongarije – El Salvador Argentinië – Hongarije België – El Salvador België – Hongarije Argentinië – El Salvador                |
| Groep D | Groep E | Groep F |
| Engeland – Frankrijk Tsjecho-Slowakije – Koeweit Engeland – Tsjecho-Slowakije Frankrijk – Koeweit Frankrijk – Tsjecho-Slowakije Engeland – Koeweit | Spanje – Honduras Joegoslavië – Noord-Ierland Spanje – Joegoslavië Honduras – Noord-Ierland Honduras – Joegoslavië Spanje – Noord-Ierland | Brazilië – Sovjet-Unie Schotland – Nieuw-Zeeland Brazilië – Schotland Sovjet-Unie – Nieuw-Zeeland Sovjet-Unie – Schotland Brazilië – Nieuw-Zeeland |

| Tweede ronde                                            |                                                                     |                                                             |                                                                             |
| Groep 1                                                 | Groep 2                                                             | Groep 3                                                     | Groep 4                                                                     |
| België – Polen België – Sovjet-Unie Polen – Sovjet-Unie | Engeland – West-Duitsland West-Duitsland – Spanje Engeland – Spanje | Italië – Argentinië Brazilië – Argentinië Italië – Brazilië | Frankrijk – Oostenrijk Oostenrijk – Noord-Ierland Noord-Ierland – Frankrijk |
| Halve finales                                           |                                                                     |                                                             |                                                                             |
| Polen – Italië                                          | Polen – Italië                                                      | West-Duitsland – Frankrijk                                  | West-Duitsland – Frankrijk                                                  |
| Troostfinale                                            |                                                                     |                                                             |                                                                             |
| Frankrijk – Polen                                       |                                                                     |                                                             |                                                                             |
| Finale                                                  |                                                                     |                                                             |                                                                             |
| Italië – West-Duitsland                                 |                                                                     |                                                             |                                                                             |

## Trivia
- De Spaanse krant El Comercio publiceerde het wedstrijdverslag in de misdaadsectie - naast een juwelenroof en een overval in een ijzerhandel - met de titel: "40.000 mensen opgelicht door 26 Duitsers en Oostenrijkers." Het verduisterde bedrag: 12 miljoen peseta’s, de kostprijs van 40.000 tickets.[4]